# Areva jubata
Areva jubata là một loài bướm đêm thuộc phân họ Arctiinae, họ Erebidae.